# Марія Луїза Єлизавета Орлеанська
Марія Луїза Єлизавета Орлеанська (20 серпня 1695, Версаль — 21 липня 1719 року, Ла-Мюретт, XVI округ Париж) — французька принцеса, дружина Карла Беррійського.

## Біографія

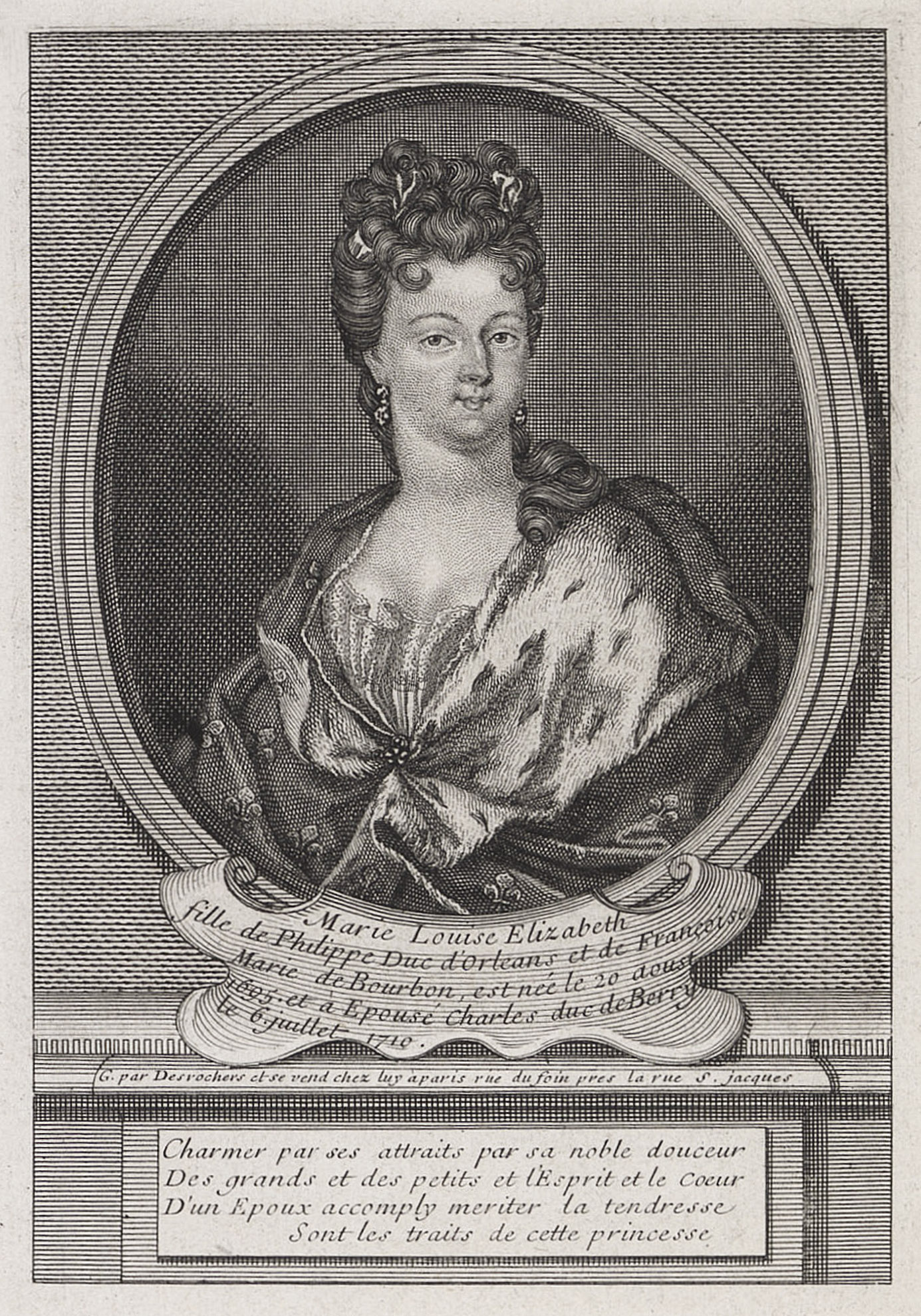
Мадемуазель Орлеанська

Марія Єлизавета була старшою дочкою Філіппа II Орлеанського та Франсуази-Марі де Бурбон, дочки Людовика XIV та його офіційної фаворитки маркізи Монтеспан, яка залишилася живою. Вона була хрещена в Сент-Клауді 29 липня 1696 року. З народження і до шлюбу вона була відома як мадемуазель Орлеанська.
Луїза Єлизавета виросла в Пале-Роялі, в паризькій резиденції Орлеанського дому. У 6 років вона видужала від майже смертельної хвороби; батько особисто доглядав за нею вдень і вночі. У 10 років Луїза Єлизавета підхопила віспу, і її бабуся Єлизавета Шарлотта Пфальцька писала в мемуарах, що мадемуазель Орлеанська вважалася мертвою понад 6 годин.

### Шлюб
За допомогою Марії Аделаїди, герцогині Бургундської, та її майбутньої невістки Луїза Єлизавета стала нареченою Карла, герцога Беррійського, молодшого сина Великого Дофіна. 5 липня 1710 року прийшов Папський дозвіл, а вже наступного дня, 6 липня, в Версальському палаці відбулося їх весілля. Король наказав своїм іншим онучкам (мадемуазель де Шартр і мадемуазель де Валуа) приїхати на церемонію з монастиря в Шеллі.
Дружина герцога Сен-Сімона стала почесною дамою юної герцогині, а її двоюрідна сестра, Марія Анна де Бурбон, фрейліною; пізніше Марія Анна подала у відставку через розпусну поведінку своєї кузини.
У липні 1711 року молода герцогиня народила дочку, в палаці Фонтенбло. Дівчинка померла при народженні, в її смерті звинувачували короля, який відіслав Луїзу Єлизавету в Фонтенбло, попри те, що лікарі радили їй залишитися в Версалі . Король відправив Луїзу Єлизавету на баржі, а не в кареті. Під час плавання баржа вдарилася в міст в Мелені та мало не затонула. Луїза Єлизавета ледь не загинула; за словами лікарів, смерть дитини сталася через стрес від нещасного випадку. Однак принцеса швидко одужала.
26 березня 1713 року в Версалі герцогиня Беррійська народила сина, якому було присвоєно звання герцога Алансонського, а 16 червня після кількох нападів судом дитина померла в Версалі. Герцогиня розпорядилася, щоб гувернантки її сина продовжили отримувати щорічну зарплату.
У листопаді 1713 року стало відомо, що герцог Беррійський взяв собі за коханку одну з фрейлін дружини. У свою чергу Луїза Єлизавета мала коханця, «месьє ле Хай», якому передував месьє де Салвер. Коли стало відомо про її роман з ла Хаєм, герцог пригрозив відіслати її в монастир.

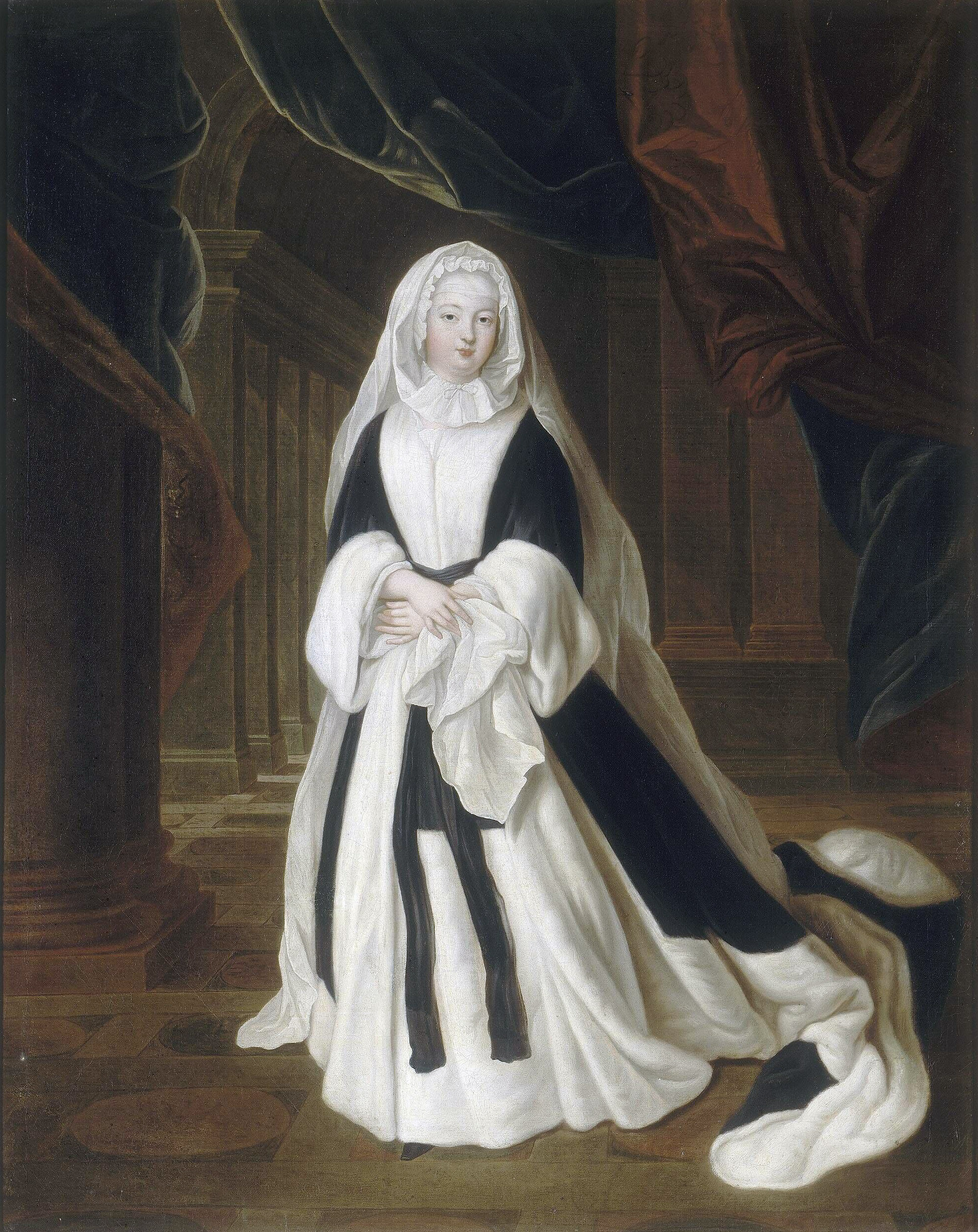
Герцогиня-вдова Беррійська пензля невідомого художника, 1714 р

### Вдівство
5 травня 1714 року Луїза Єлизавета стала вдовою герцогинею Беррійською. Через сім тижнів після смерті чоловіка, 16 червня 1714 року, вона народила дочку, яка померла наступного дня.
1 вересня 1715 року помер Людовик XIV, а мадам Беррійська, офіційно перебуваючи в жалобі, пообіцяла, що не даватиме ніяких бенкетів протягом шести місяців, проте вже у вересні 1715 року переїхала в Люксембурзький палац, де стала давати чудові бенкети. Закриття Люксембурзького саду для публіки зробило його непопулярним серед населення Парижа. 23 вересня 1715 року вона зробила Люксембурзький палац своєю резиденцією і отримала від батька роту охоронців. Попри траур, герцогиня Беррійська дозволила грати в азартні ігри в своєму новому палаці. Під час регентства Людовика XV Луїза Єлизавета отримувала річний дохід в 600 тисяч фунтів стерлінгів.
У січні 1716 року мадам Беррійська закрилася в Люксембурзькому палаці, офіційно пояснивши це «нездужанням від сильної застуди». Насправді ж у неї почалися пологи, які вона намагалася приховати. Дочка прожила лише три дні, а секрет не вдалося зберегти, і про приватне життя молодої вдови стали складати пісні і сатиричні вірші, жартуючи про її «незліченних» коханців і позашлюбні вагітності.
21 травня 1717 року герцогиня прийняла в Люксембурзькому палаці російського царя Петра I, який був у Франції з напівофіційним візитом. Згідно Gazette de la Régence на цьому прийомі Луїза Єлизавета з'явилася «міцною як вежа» (фр. puisssante comme une tour, рідкісна ідіома, що означала жінку з великим животом через пізній термін вагітності).
Герцогиня провела більшу частину весни і літа 1717 року в своєму замку Ла-Мюретт. Gazette de la Régence згадує, що такий тривалий термін і відмова від полювання і кінних прогулянок викликав непристойні чутки. Писали, що живіт принцеси став таким великим, що лікарі побоювалися за її життя. З чуток, до кінці липня вона народила. Як і в 1716 році, народження секретного бастарда викликало чергову хвилю сатиричних пісень, які знущалися над аморальною поведінкою герцогині.
У березні 1718 року вона доглядала за хворою матір'ю. Навесні 1718 року знову була вагітна. Анонімний автор листів, надісланих з Парижа до Голландії і зібраних в Gazette de la Régence 9 травня 1718 року згадує, що герцогиня Беррійська залишиться в Ла-Мюетт до Дня всіх святих і «їй робили кровопускання останні дні через її становище». Принцеса, ймовірно, була на 3-4 місяці вагітності. У той час кровопускання зазвичай проводилося на різних етапах вагітності, а також при пологах. Незабаром герцогиня пережила викидень. Вона знову завагітніла вже в липні, і ця вагітність, яка стала причиною чергових пересудів, виявилася для неї фатальною.

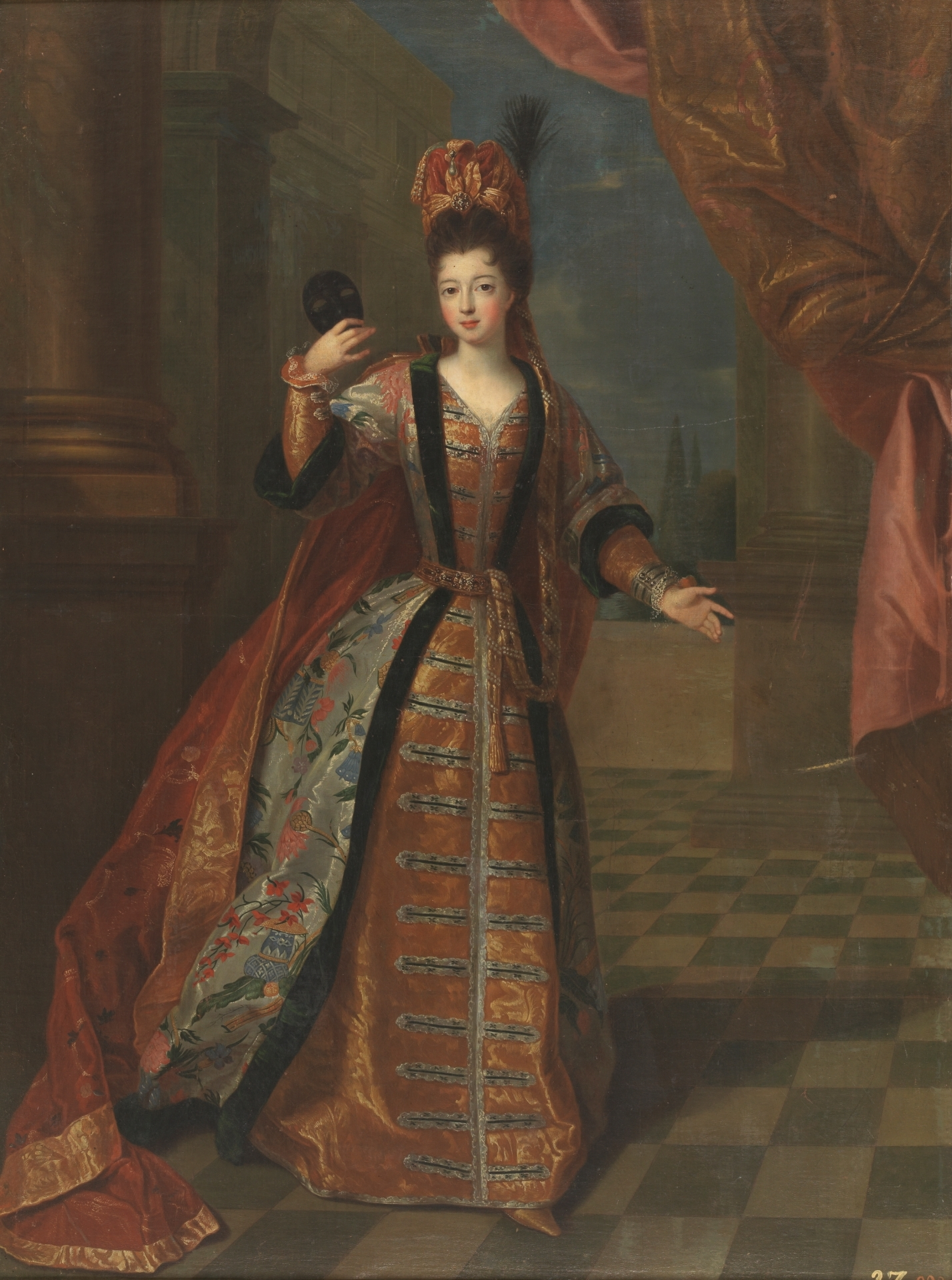
Портрет пензля П'єра Гобера, 1718

### Смерть
У травні 1717 року Вольтер був ув'язнений в Бастилію після того, як в присутності поліцейського інформатора припустив, що герцогиня Беррійська очікує дитину від власного батька. Під час свого ув'язнення Вольтер завершив п'єсу «Едіп», прем'єра якої відбулася 18 листопада 1718 року в «Комеді Франсез». Регент був присутній на прем'єрі і привітав Вольтера з успіхом. Таємні вагітності герцогині Беррійської часто приписували її гіпотетичним кровозмісним відносинами з регентом. Ці шкідливі чутки зробили п'єсу Вольтера спірною задовго до прем'єри. За іронією долі, герцогиня Беррійська також була присутня в театрі в той день. Вона увійшла в театр як королева в супроводі своїх фрейлін і особистої охорони. На тлі чуток про чергову вагітність сатирики стали відпускати коментарі, що глядачі не тільки побачать Едіпа (регента) і Епікасту (герцогиню), але і виявлять присутність Етеокла. Поява на прем'єрі скандально відомої і при тому явно вагітної герцогині сприяла успіху п'єси у публіки. 11 лютого 1719 року герцогиня відвідала ще один показ «Едіпа» для її племінника Людовика XV в Луврі. Луїза Єлизавета набрала велику вагу, і її вільний одяг не приховував живіт. В кімнаті було дуже людно і жарко; вона відчула себе погано і втратила свідомість, коли в п'єсі прозвучала згадка про кровозмісну вагітність Епікасти. Цей інцидент відразу ж викликав радість пліткарів, які очікували, що герцогиня Беррійській (вона ж Епікаста) народить Етеокла прямо в середині вистави. Проте, коли відкрили вікно, герцогиня прийшла до тями.
2 квітня 1719 року, після важких чотириденних пологів вона народила дівчинку. За словами Сен-Симона, батьком дитини був лейтенант її гвардії, Антонін Арманд Огюст Ніколя д'Айді, шевальє де Ріон. Принцеса мало не померла під час пологів і закрилася в маленькій кімнаті в Люксембурзькому палаці. Священик Жан-Батист Ланже де Жержі з церкви Сен-Сюльпіс відмовився відпустити їй гріхи і не дозволив комусь ще здійснювати причастя, якщо вона не прожене з палацу свого коханця. Регент марно намагався переконати розгніваного священика змилостивиться над його дочкою. За словами Сен-Симона, герцогиня Беррійська таємно одружилася з шевальє де Ріоном кілька днів по тому, сподіваючись пом'якшити скандал, викликаний народженням бастарда і відмовою церкви причастити її. Хоча її здоров'я було смертельно підірване важкою вагітністю, вона поїхала з Парижа в свій замок в Медоні, де влаштувала прийом на честь батька. Регент не схвалив її шлюб з Шевальє і відіслав його з Парижа. Ще не оговтавшись від ускладнених пологів, на прийомі вона сильно застудилася.
23-річна герцогиня оселилася в замку Ла-Мюетт, де померла 21 липня 1719 року. За словами Сен-Симона, розтин показав, що «бідна принцеса» носила в утробі новий плід, якому було кілька тижнів. 22 липня 1719 року її серце було відправлено до церкви Валь-де-Грас в Парижі, а 24 липня 1719 року вона була похована в базиліці Сен-Дені. Її похорон були організовані особисто Сен-Симоном.

## Діти
У шлюбі з герцогом Беррійським народила троє дітей, жоден з них не прожив довше місяця:
- дочка (21 липня 1711 — 23 липень 1711), Мадемуазель де Беррі.
- Шарль, герцог Алансонський (26 березня 1713 — 16 квітень 1713)[23]
- Марія Луїза Єлизавета (16 червня 1714 — 17 червень 1714), ім'я дано посмертно.

Справжнє батьківство перших трьох дітей достеменно не відоме. Овдовівши, герцогиня таємно народила ще трьох дітей, батьки яких точно не встановлені:
- дочка (27 або 28 січня 1716). Батько невідомий, прожила три дні.
- дочка (липень 1717). Герцогиня поїхала в замок Ла-Мюретт, щоб приховати вагітність. Передбачуваний батько дитини Антонін Арманд Огюст Ніколя д'Айді, шевальє де Ріон, став коханцем герцогині в 1716 або 1717 році. Вона ледь не померла під час пологів, вагітність викликала публічний скандал[24]. За словами Дюкло, дівчинка згодом стала черницею в абатстві Понтуаз[25].
- дочка (2 квітня 1719), померла при народженні. Ймовірно батьком також був шевальє де Ріон.